# Ezequiel Fonseca
Ezequiel Angelo Fonseca, (Santa Albertina, 28 de outubro de 1963), é um político brasileiro, do estado do Mato Grosso.

## Biografia
Foi eleito deputado federal em 2014, para a 55.ª legislatura (2015-2019), pelo PP. Votou a favor da PEC do Teto dos Gastos Públicos. Em abril de 2017 votou a favor da Reforma Trabalhista. Em agosto de 2017 votou contra o processo em que se pedia abertura de investigação do então Presidente Michel Temer, ajudando a arquivar a denúncia do Ministério Público Federal.